# Tomi Karhunen
Tomi Karhunen (né le 29 octobre 1989 à Oulu en Finlande) est un joueur professionnel finlandais de hockey sur glace. Il évolue au poste de gardien de but.

## Biographie
Karhunen est formé au Jokipojat Joensuu, équipe avec qui il joue ses années junior. En 2006, il passe son année junior avec le Kärpät Oulu et est même appelé avec l'équipe sénior, mais ne joue aucun match. En 2007, il traverse l'Atlantique pour jouer avec le Sting de Sarnia, mais il n'y reste qu'une année puisqu'il passe en 2008 au Kalevan Pallo où il ne joue pas, mais joue un match en Mestis avec l'équipe junior national finlandaise. L'année suivante, en plus de jouer au niveau junior avec Oulu, il est prêté au Rovaniemen Kiekko-79. L'année suivante, il joue en Liiga avec Oulu en plus d'être prêté au Kiekko-Laser. Le scénario se reproduit l'année suivante, mais accentué d'un prêt au HC Slovan Bratislava. Par la suite, il joue régulièrement avec Oulu, à l'exception d'un prêt au Hokki Kajaani en 2014. Le 19 mai 2015, il passe au Tappara Tampere.
Il représente la Finlande au niveau international. Il a participé aux sélections jeunes.
Le 28 novembre 2019, Karhunen signe avec le CP Berne évoluant en 1re division du Championnat de Suisse.

## Statistiques
| Année     | Équipe           | Compétition |    | Saison régulière | Saison régulière | Saison régulière | Saison régulière | Saison régulière | Saison régulière | Saison régulière | Saison régulière | Saison régulière | Saison régulière |   | Séries éliminatoires | Séries éliminatoires | Séries éliminatoires | Séries éliminatoires | Séries éliminatoires | Séries éliminatoires | Séries éliminatoires | Séries éliminatoires | Séries éliminatoires |
| Année     | Équipe           | Compétition | PJ | V                | D                | Pr/N             | Min              | BC               | Moy              | % Arr            | Bl               | Pun              | PJ               | V | D                    | Min                  | BC                   | Moy                  | % Arr                | Bl                   | Pun                  |                      |                      |
| 2019-2020 | Pelicans Lahti   | Liiga       | 18 | 5                | 9                | 3                |                  |                  | 2,48             | 90,6             | 3                |                  | -                | - | -                    | -                    | -                    | -                    | -                    | -                    | -                    |                      |                      |
| 2019-2020 | CP Berne         | NL          | 27 |                  |                  |                  |                  |                  | 2,20             | 92,5             |                  |                  | -                | - | -                    | -                    | -                    | -                    | -                    | -                    | -                    |                      |                      |
| 2020-2021 | CP Berne         | NL          | 28 | 10               | 15               | 1                |                  |                  | 2,90             | 90,4             | 2                |                  | 9                | 4 | 5                    |                      |                      | 2,4                  | 93,4                 | 1                    |                      |                      |                      |
| 2021-2022 | Straubing Tigers | DEL         | 25 | 10               | 14               | 0                |                  |                  | 2,96             | 88,7             | 1                |                  | -                | - | -                    | -                    | -                    | -                    | -                    | -                    | -                    |                      |                      |
| 2021-2022 | EC Villacher SV  | ICEHL       | 3  | 3                | 0                | 0                |                  |                  | 3,33             | 86,3             | 0                |                  | 10               | 3 | 7                    |                      |                      | 3,34                 | 88,4                 | 0                    |                      |                      |                      |
| 2022-2023 | HIFK             | Liiga       | 1  | 0                | 1                | 0                |                  |                  | 2,39             | 88,2             | 0                |                  | -                | - | -                    | -                    | -                    | -                    | -                    | -                    | -                    |                      |                      |
| 2022-2023 | Brynäs IF        | SHL         | 6  | 1                | 4                | 0                |                  |                  | 4,45             | 82,6             | 0                |                  | -                | - | -                    | -                    | -                    | -                    | -                    | -                    | -                    |                      |                      |

## Trophées
- Liiga
  - Champion : 2014 et 2015.